# Hüda Kaya
Hüda Kaya, née le 9 octobre 1960 à Istanbul, est une journaliste turque. À partir de juin 2015, elle siège à la Grande Assemblée nationale de Turquie en tant que députée du Parti démocratique des peuples.
Elle est souvent présentée comme une figure d'opposition à la politique de Recep Tayyip Erdoğan.

## Biographie

### Jeunesse
Née le 9 octobre 1960 à Istanbul, Hüda Kaya est fortement influencée par sa lecture du Coran. Elle s'engage tôt en politique. En parallèle, elle se marie avec un Turc d'origine irakienne. Ce mariage lui donne trois filles et un fils. Au bout de neuf ans, elle décide de divorcer, contre l'avis de son mari. Elle fuit ce dernier pour empêcher qu'il lui enlève ses enfants. En 1988, à l'issue d'une longue procédure judiciaire, le mariage est finalement dissous.

## Emprisonnements
Le 23 février 1998, elle manifeste contre l’interdiction du foulard à l'école, et y est arrêtée avec son fils qui n'a que treize ans à l'époque. Un article qu'elle écrit à la suit de cette manifestation lui vaut de purger une peine de vingt mois de prison,.
En 1999, c'est sur la qualification d'actes terroristes que Hüda Kaya et ses trois filles sont arrêtées et jugées, le procureur réclamant la peine de mort. Finalement, elle est emprisonnée à quatre reprises entre 1999 et 2003 dans les prisons d'Ağrı et de Malatya. En sortant de détention, elle est confrontée à des difficultés financières qui la poussent à s'exiler une année au Pakistan, mais les attentats du 11 septembre 2001 rendent ce projet impossible.
La famille se réunit à Istanbul en 2005, mais Nurulhak, la fille aînée, meurt peu après dans un accident de la route.

## Députée
Le 7 juin 2015, elle est élue députée lors des législatives et siège à la Grande Assemblée nationale de Turquie en tant que représentante du Parti démocratique des peuples.
En tant que députée, elle dénonce les restrictions qu'elle endure au quotidien et dont son statut politique ne la protège pas. Ainsi, le 18 mars précédent, le gouvernement turc avait demandé l'interdiction pure et simple du Parti démocratique des peuples l'interdiction à vie d'un mandat politique d'un certain nombre de ses membres, dont Hüda Kaya.
En 2016, son fils Muhammad Jihad est placé en garde à vue ; lors de cette détention, il est torturé et sa colonne vertébrale est brisée.

## Prises de position
Hüda Kaya est la fondatrice et l'ancienne présidente de l'association Kardelen, œuvrant pour l'éducation, la culture et la coopération . Elle est également membre et déléguée turque de l'Union internationale des femmes musulmanes ainsi que membre du Conseil du Congrès de l'Islam démocratique,.
En juin 2021, pour protester contre les restrictions de droits auxquelles les minorités sexuelles font face en Turquie, elle vient à l'Assemblée vêtue d'une robe aux couleurs de l'arc-en-ciel.
Quoique musulmane fervente, Hüda Kaya s'oppose explicitement et fermement à la reconversion de Sainte-Sophie en mosquée en 2020, s'appuyant dans son argumentation sur les sourates du Coran.